# Rundfunk
Rundfunk (Duits voor (radio)omroep) is een Nederlands voormalig televisieprogramma van KRO-NCRV dat werd uitgezonden op NPO 3. Het is een absurde komedie, verdeeld in verschillende sketch-achtige stukjes, maar met een duidelijke verhaallijn, die zich afspelen op een middelbare school.

## Verhaal
Het verhaal volgt de twee vrienden Tim (Yannick van de Velde) en Erik (Tom van Kalmthout) tijdens het laatste jaar van hun middelbare school.

## Geschiedenis
Seizoen 1 startte op 10 augustus 2015 als onderdeel van 3Lab, telde vijf afleveringen en eindigde op 14 augustus. Het tweede seizoen begon op 24 oktober 2016. Op 19 december 2016 was de laatste televisie-uitzending. Tevens werd er op die dag bekendgemaakt dat er een Rundfunk-theatershow gemaakt zal worden voor het theaterseizoen 2017-2018.
Als filmlocatie werd het scholencomplex en rijksmonument Constantinianum te Amersfoort gebruikt. De scènes binnen de school werden gefilmd op het Christelijk Lyceum Zeist.

### Latere verschijningen alsRundfunk
Naast het televisieprogramma hebben Van de Velde en Van Kalmthout ook theatershows als Rundfunk:
- Wachstumsschmerzen (2019-2020)
- Todesangstschrei (2021-2022)
- Schau (2024-heden)

De film Rundfunk: Jachterwachter werd uitgebracht in 2020. In de winter van 2023/2024 verscheen op NPO 3 Rundfunk: Duco en Roy, een achtdelige serie met in de hoofdrollen tevens Van de Velde (als Duco Baardmans) en Van Kalmthout (als Roy Bloothooft). In de serie, die geen vervolg is op Rundfunk, zijn de mannen vastbesloten om door te breken als acteurs.

## Rolverdeling
| Acteur                 | Personage                   |
| ---------------------- | --------------------------- |
| Yannick van de Velde   | Tim Pannekoek               |
| Tom van Kalmthout      | Erik Klungel                |
| Kees Hulst             | Conrector Hulst             |
| Pierre Bokma           | Meneer Heydrich             |
| Claire Bender          | Maria (Marietje) Pielemans  |
| Ferdi Stofmeel         | Victor (gymleraar)          |
| Jochem Nooyen          | Barteljaap Gustaaf Balneger |
| Mitchell Havelaar      | Amrani (Armani) Platje      |
| Rachan Ntumba          | Lars                        |
| Miles van der Lely     | Eddie                       |
| Rick Paul van Mulligen | Brinte (tolk)               |
| Marieke Heebink        | Mevrouw Spek                |
| Caro Derkx             | Frederique                  |
| Nadine van Kampen      | Roslin                      |
| Marie-Mae van Zuilen   | Slanke Roslin               |
| Rosaline Lantink       | Comfort                     |
| Pieter Bouwman         | Meneer Boom                 |
| Bob Schwarze           | Tony (Antonius)             |
| Shane van Gennip       | Rooie Ronnie                |
| Sem de Vlieger         | Jet                         |
| Lucas Dijker           | Daan                        |
| Maarten Heijmans       | Harakiri                    |
| Lineke Rijxman         | Mevrouw Wevers              |
| Loes Schnepper         | Zuster Innocentia           |
| Carola Arons           | Mevrouw Boon                |
| Perry van Dorst        | Rick                        |
| Joop Kasteel           | Giorgio                     |
| Jean van de Velde      | Jean                        |
| Griete Van den Akker   | Hendrika                    |
| Loek van den Wijngaard | Paul                        |
| Nienke van Hofslot     | Svetlana                    |
| Bram van der Vlugt     | Bernard                     |
| Frans de Wit           | Rene                        |
| Peter Jan Rens         | Peter Jan Rens              |
| Teun Stokkel           | Joppe Poederbach            |
| Loes van Belzen        | Mevrouw Blijleven (Down)    |
| Annelies van der Bie   | Mevrouw Blijleven           |
| Dyon Wilkens           | Woordgrap Willem            |
| Raven van Dorst        | Champagne                   |
| Merlin de Cloe         | Onno                        |

## Afleveringen

### Seizoen 1
- Aflevering 1 - Maandag
- Aflevering 2 - Dinsdag
- Aflevering 3 - Woensdag
- Aflevering 4 - Donderdag
- Aflevering 5 - Vrijdag

### Seizoen 2
- Aflevering 1 - Knechtschaft
- Aflevering 2 - Scheiterhaufen
- Aflevering 3 - Hungerstreik
- Aflevering 4 - Schwanzgesteuert
- Aflevering 5 - Doppelvolmond
- Aflevering 6 - Knallhart
- Aflevering 7 - Schnurrbart
- Aflevering 8 - Weltschmerz
- Aflevering 9 - Spinnwebe
- Aflevering 10 - Schluss, Tschüss

## Prijzen
- 2018: Neerlands Hoop
- 2024: Poelifinario in de categorie	Entertainment voor de show Schau